# Абрам (комуна)
Абрам (рум. Abram) — комуна у повіті Біхор в Румунії. До складу комуни входять такі села (дані про населення за 2002 рік):
- Ітеу-Ноу (162 особи)
- Ітеу (361 особа)
- Абрам (970 осіб) — адміністративний центр комуни
- Діжир (344 особи)
- Кохань (128 осіб)
- Марджине (574 особи)
- Сату-Барбе (300 осіб)
- Суюг (507 осіб)

Комуна розташована на відстані 430 км на північний захід від Бухареста, 44 км на північний схід від Ораді, 110 км на північний захід від Клуж-Напоки.

## Населення
За даними перепису населення 2002 року у комуні проживали 3346 осіб.
Національний склад населення комуни:
| Національність | Кількість осіб | Відсоток |
| -------------- | -------------- | -------- |
| румуни         | 2786           | 83,3%    |
| цигани         | 279            | 8,3%     |
| угорці         | 277            | 8,3%     |
| словаки        | 3              | 0,1%     |
| українці       | 1              | < 0,1%   |

Рідною мовою назвали:
| Мова       | Кількість осіб | Відсоток |
| ---------- | -------------- | -------- |
| румунська  | 2930           | 87,6%    |
| угорська   | 297            | 8,9%     |
| циганська  | 116            | 3,5%     |
| словацька  | 2              | 0,1%     |
| українська | 1              | < 0,1%   |

Склад населення комуни за віросповіданням:
| Релігія        | Кількість осіб | Відсоток |
| -------------- | -------------- | -------- |
| православні    | 2673           | 79,9%    |
| п'ятдесятники  | 259            | 7,7%     |
| реформати      | 250            | 7,5%     |
| баптисти       | 81             | 2,4%     |
| римо-католики  | 42             | 1,3%     |
| греко-католики | 21             | 0,6%     |
| адвентисти     | 15             | 0,4%     |
| атеїсти        | 2              | 0,1%     |
| не релігійні   | 1              | < 0,1%   |